# Federica Enriqueta de Anhalt-Bernburg
Federica Enriqueta de Anhalt-Bernburg (en alemán, Friederike Henriette von Anhalt-Bernburg; Bernburg, 24 de enero de 1702-Köthen, 4 de abril de 1723) fue un miembro de la Casa de Ascania, princesa de Anhalt-Bernburg por nacimiento y princesa de Anhalt-Köthen por matrimonio.

## Biografía
Federica Enriqueta nació en Bernburg, Anhalt-Bernburg, Sacro Imperio Romano Germánico, siendo la cuarta hija y menor de los vástagos del príncipe Carlos Federico de Anhalt-Bernburg (1668-1721) con su primera esposa, Sofía Albertina de Solms-Sonnenwalde (1672-1708).
En Bernburg el 11 de diciembre de 1721 se casó con el príncipe Leopoldo de Anhalt-Köthen y tuvieron una hija:
1. Gisela Inés (Köthen, 21 de septiembre de 1722-Dessau, 20 de abril de 1751), casada el 25 de mayo de 1737 con el príncipe Leopoldo II de Anhalt-Dessau.

El príncipe Leopoldo es famoso por ser el mecenas del compositor Johann Sebastian Bach. A diferencia de su marido, Federica Enriqueta tenía poco interés por la música. Además, Leopoldo tuvo que contribuir cada vez más al Ejército prusiano, dejándole menos dinero para la música. La consecuencia de todo esto fue la partida de Bach y su familia hacia Leipzig en 1723. Bach culpó a la falta de interés por la música de Federica Enriqueta por tener que abandonar Köthen, aunque ella ya estaba muerta para cuando él asumió su puesto en Leipzig.
Federica Enriqueta sufría de "debilidad pulmonar", y murió en abril de 1723, a la edad de 21 años, y fue enterrada en la Iglesia de San Jacobo, Köthen.